# Хасанов, Мухаммедсабир Мухаммеджанович
Мухаммедсабир Мухаммеджанович Хасанов (тат. Мөхәммәдсабир Хәсәнов бине Мөхәммәдҗан бине Хәсән бине Мортаза бине Сәид бине Кадырмәт бине Бектимер; 15 февраля 1866, Бакаево, Самарская губерния — 20 апреля 1924, Уфа) — ахун, депутат Государственной думы II созыва от Уфимской губернии.

## Биография
По национальности татарин. Род происходит из деревни Балыклы Кукморского района, позже переселившийся в д. Байряки, где, примерно в 1756 году, согласно ревизским сказкам, родился Хасан бин Муртаза. Отец — Мухаммедзян бин Хасан бин Муртаза был неуказным имамом в д. Бакаево, позднее занялся торговлей. По официальным данным Мухаммедсабир Хасанов по происхождению крестьянин д. Бакаево Бугурусланского уезда Самарской губернии. Окончил медресе в деревне Куруч Белебеевского уезда у своего брата дамеллы Газиззяна — известного переписчика книг. Затем для поступления в медресе муллы Джамалетдина бин Субханкул аль-Казанлы переехал в Троицк Оренбургской губернии. После кончины Джамалетдина перешёл к мулле Зайнулле Расулеву. При этом медресе окончил также русский класс, о чём получил положенное свидетельство. Состоял указным муллой. До 1903 преподавал мусульманское учение в городе Троицке. С 16 сентября 1903 года имам-хатып 3-й соборной мечети Уфы и мударрис находящегося при ней медресе. Состоял в Уфимском мусульманском благотворительном обществе. С мая 1906 участвовал в издании в Уфе религиозной газеты «аль-Галами аль-Ислами» («Мусульманский мир»). На момент выборов в Думу политические пристрастия М. Хасанова были близки к платформе Конституционно-демократической партии и «Мусульманского союза».

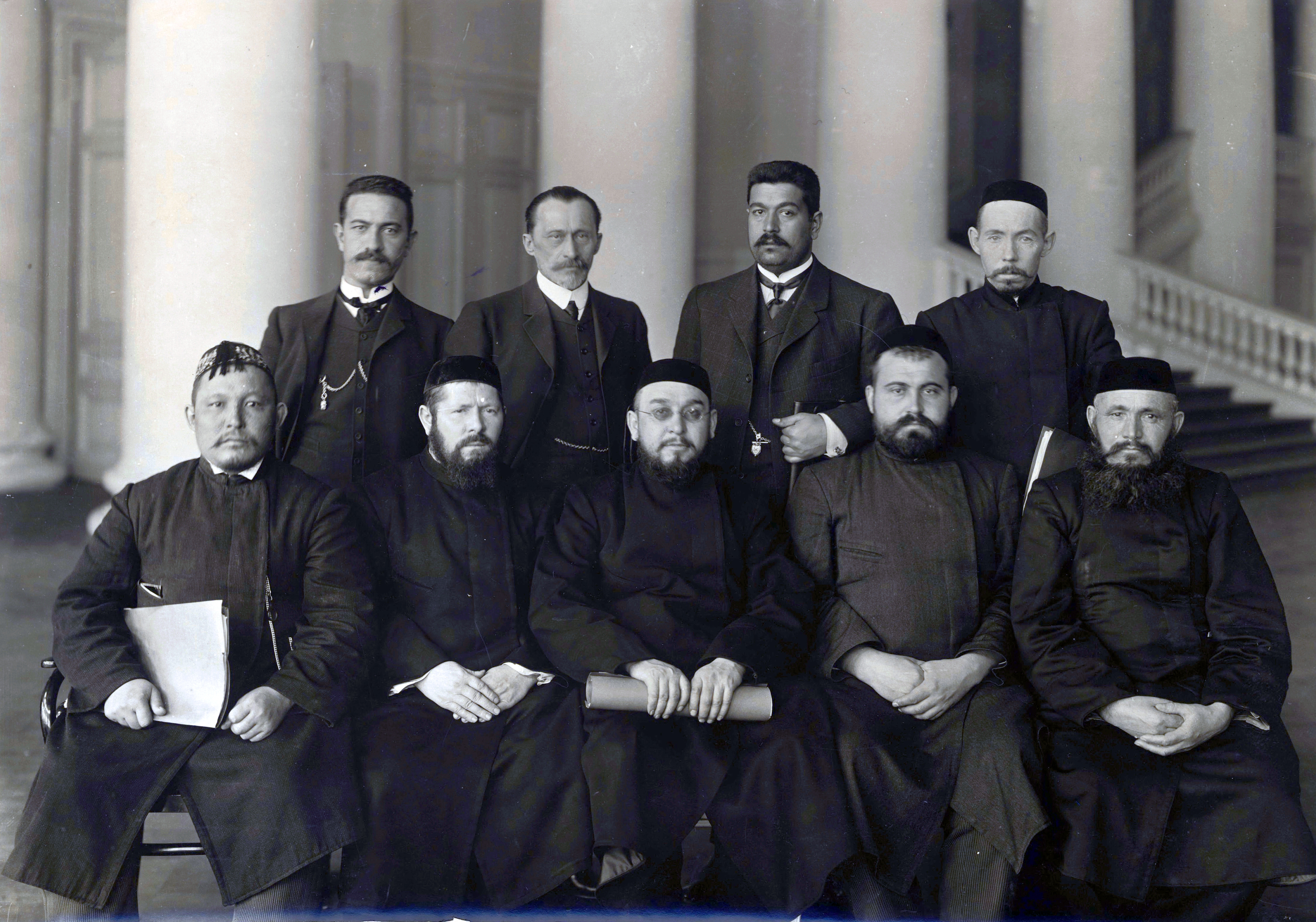
Мусульманская фракция II Государственной Думы. Сидят: Ш. Кощегулов, М. Хасанов, Х. Усманов, Х. Атласов, Г. Мусин; стоят: М. Махмудов, К. Тевкелев, З. Зейналов, Г. Бадамшин.

6 февраля 1907 был избран в Государственную думу II созыва от общего состава выборщиков Уфимского губернского избирательного собрания. Вошёл в состав Мусульманской фракции. Выступал с думской трибуны по вопросу о декларации Совета министров. Будучи депутатом, писал статьи для журнала «Дин ва магыйшат» с новостями о деятельности мусульманских депутатов и фракции в целом.
После разгона Думы, вернувшись в Уфу, вновь приступил к обязанностям имама. В 1908 редактор либерального журнала органа Оренбургского магометанского духовного собрания в Уфе «Маглюмат» («Известия»). Из-за того, что Хасанов через журнал информировал читателей об идеях мусульманских съездов, по рекомендации властей исключён из состава редакции. Позднее входил в более умеренную часть мусульманского духовенства.
В журнале «Магълумат» № 19 от 20 октября 1908 года (стр. 437) значится следующее заявление редакции: «Управлением Духовного Собрания господин имам Мухаммедсабир аль-Хасани отстранён от должности ответственного редактора. Связи с этим, по каждому случаю связанным с „Магълумат“ обращаться в управление журнала или к членам Духовного Собрания». Позже в № 21 от 1 декабря 1908 года вышла статья с объяснением причин[каких?] смены редакции.
В 1916 году получил звание ахуна.
На 3-м Всебашкирском курултае был избран в состав Духовного управления мусульман Башкурдистана, вышел из него в апреле 1918 года.
Скончался от болезни[какой?] 2 апреля 1924 г. Заупокойную молитву прочитал муфтий и просветитель Ризаеддин Фахреддин.

## Семья
- Жена — Миннивафа Гатаулла кызы[источник не указан 1899 дней], урождённая? (?—?).
  - Сын — Габдельхай[источник не указан 1899 дней] (?—?).
  - Сын — Анвар[источник не указан 1899 дней] (?—?).
  - Дочь — Амина в замужестве Загидуллина[источник не указан 1899 дней] (?—?).
  - Дочь — Халиса[источник не указан 1899 дней] (?—?).
- Брат — Газиздзян бин Мухаммедзян (1838—1895), мулла, имам в деревнях Куруч и Тимерка, Камышла[1][6].
- Брат — Мухаммедзакир (1850—?), имам в д. Бакаево[1].
- Брат — Мухаммедбакир (?—?)[1].
- Брат — Ахмедзян (1841—?)[7].
- Брат — Ашрафзян (1850—?)[7].

### Рекомендуемые источники
- Мусульманские депутаты Государственной думы России 1906—1917 годов: Сборник документов и материалов. Уфа, 1998. С. 308—309;
- Усманова Д. М. Мусульманские представители в Российском парламенте. 1906—1917. Казань, 2005.

### Архивы
- Российский государственный исторический архив. Фонд 1278, Опись 1 (2-й созыв). Дело 465; Дело 555. Лист 5.